# جاكوبو كامبوس
جاكوبو كامبوس (بالإسبانية: Jacobo Campos Piñeiro)‏ (15 مارس 1981 في إسبانيا - ) هو لاعب كرة قدم إسباني في مركز الوسط. شارك مع منتخب إسبانيا تحت 16 سنة لكرة القدم ومنتخب إسبانيا تحت 17 سنة لكرة القدم ومنتخب إسبانيا تحت 18 سنة لكرة القدم ومنتخب إسبانيا تحت 20 سنة لكرة القدم. أما مع النوادي، فقد لعب مع ريال أوفييدو وسلتا فيغو ب وسلتا فيغو ونادي بادالونا ونادي بونتيفيدرا ونادي سالامانكا ونادي كوروتشو ونادي كومبوستيلا ونادي ليغانيس.

## وصلات خارجية
- جاكوبو كامبوس على موقع قاعدة بيانات كرة القدم.إي يو (الإنجليزية)
- جاكوبو كامبوس على موقع Soccerway.com (الإنجليزية)